# Vilcabamba

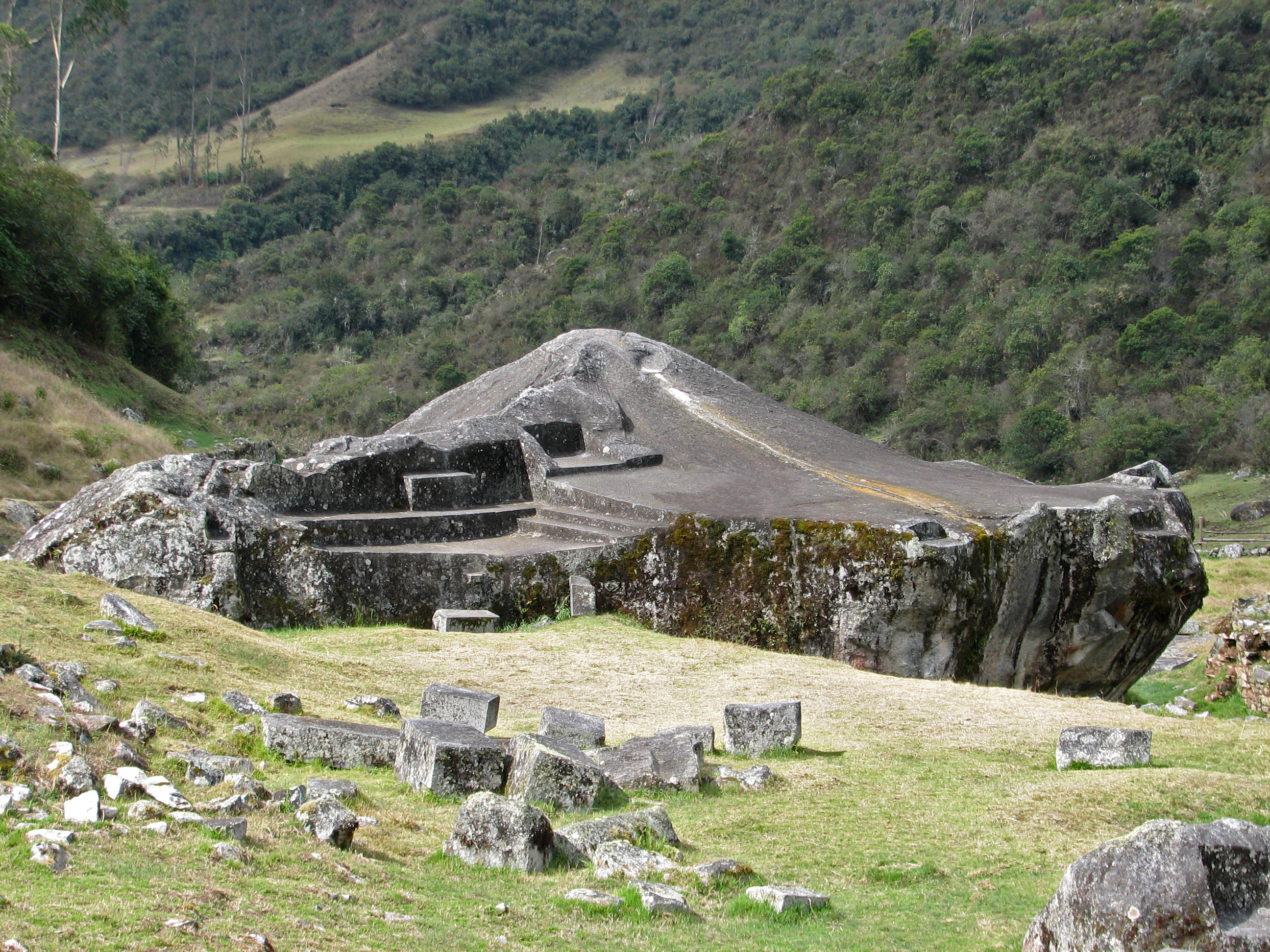
Pozostałości miasta Vilcabamba

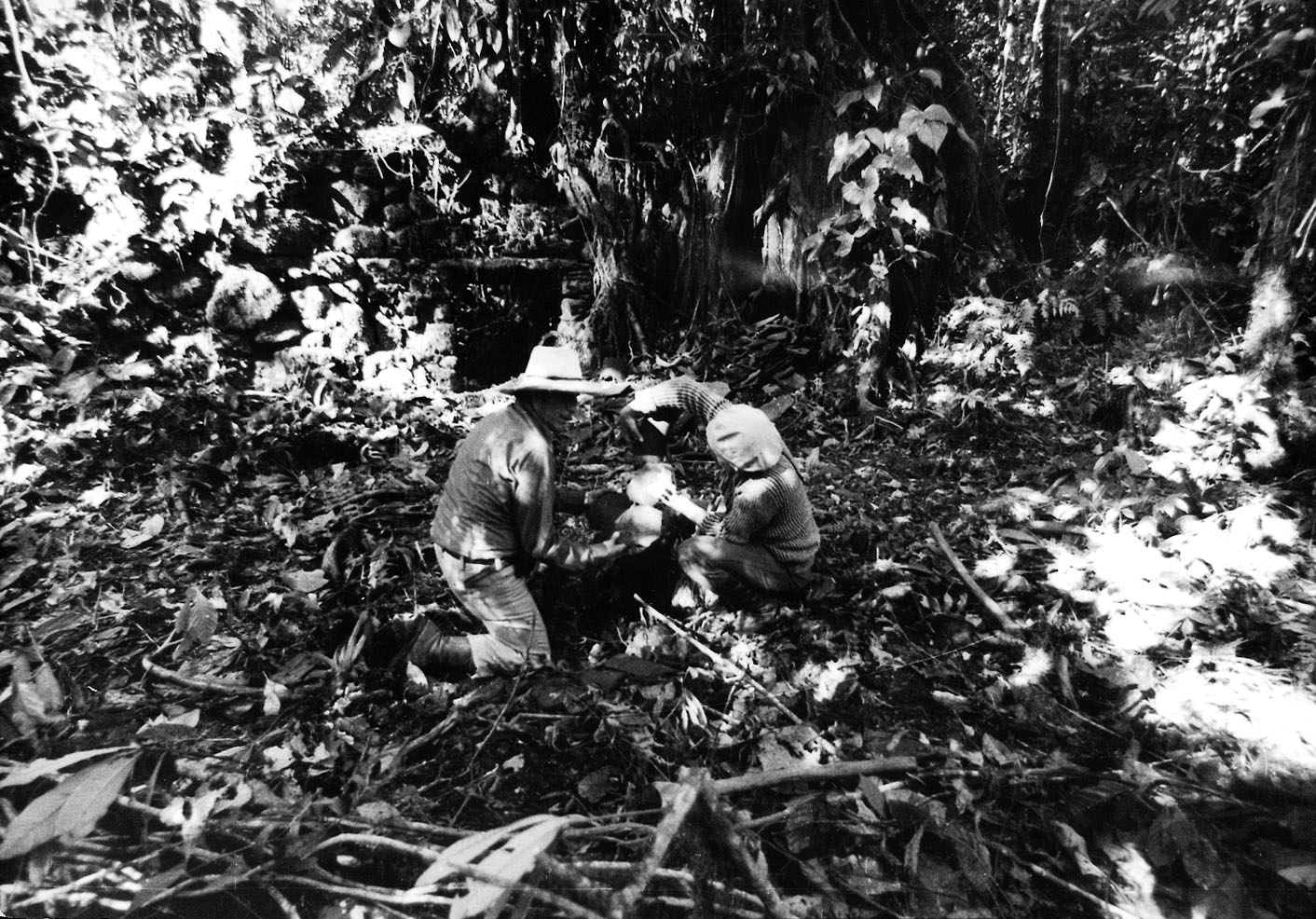
Prof. Edmundo Guillén i Elżbieta Dzikowska w ruinach Vilcabamby, zdjęcie wykonał Tony Halik

Vilcabamba – dawne miasto w dzisiejszym Peru, legendarna stolica Inków, w latach 1536-1572 siedziba władców inkaskich, z której opierali się postępującej ekspansji Hiszpanów. W 1572 roku miasto to zostało zdobyte i zburzone przez Hiszpanów, a jego lokalizacja uległa zapomnieniu.
Poszukiwania Vilcabamby trwały od XVIII wieku. W 1911 roku Hiram Bingham odkrył ruiny Espíritu Pampa w lesie odległym o 130 km na zachód od Cuzco, niemniej jednak uznał je za zbyt skromne na stolicę (zapominając, że była to stolica na wygnaniu), za którą ostatecznie przyjął również odkryte przez siebie, Machu Picchu. W latach 60. XX wieku do tych samych ruin dotarli Antonio Santander i Gene Savoy, którzy uznali je za ostatnią stolicę Inków. Nie mieli jednak na to żadnych konkretnych dowodów.
W 1976 roku Tony Halik i Elżbieta Dzikowska wraz z profesorem Edmundo Guillénem ponownie dotarli do ruin Vilcabamby. W Archiwum Indii w Sewilli Guillen dotarł do listów żołnierzy hiszpańskich, którzy opisywali trasę podbojów, jak również to, co zastali w Vilcabambie. Porównanie treści tych listów z rzeczywistymi ruinami było więc pierwszym bezpośrednim dowodem, że jest to właśnie legendarna siedziba władców inkaskich.
W późniejszych latach Vincent Lee i John Hemming prowadzili prace archeologiczne i badania, których wyniki były dalszym potwierdzeniem tej hipotezy.
16 czerwca 2006 w muzeum w Cuzco odsłonięto tablicę upamiętniającą 30. rocznicę tamtych wydarzeń, na której widnieją m.in. nazwiska Tony’ego Halika i Elżbiety Dzikowskiej.